# 大場惑
大場 惑（おおば わく、1955年5月13日 - ）は、日本の作家、SF作家。息子の是枝俊悟は大和総研研究員。

## 経歴
鹿児島県鹿児島市に生まれる。熊本マリスト学園高等学校、東京理科大学理工学部を卒業。
大学を卒業した1982年にナムコへ入社。開発部へ配属となり、プログラマーとしてアーケードゲームの開発に従事。同社には4年ほど勤める。ナムコ在籍中の1984年、中編『コンタクト・ゲーム』（同作はSFファンジン大賞・創作部門も受賞）によって徳間書店の『SFアドベンチャー』からデビューした。以後、1980年代は主に同誌へ、1990年代前半は主に『SFマガジン』へ短編小説を寄稿。また、ナムコ在籍中には同社が発行していた『NG』でショートSFを数編執筆しているほか、後年ナムコがスーパーファミコンで発売した『ミリティア』のノベライズを手がけている。
なお、「大場惑」は、働き過ぎを意味する「オーバーワーク」をもじったペンネーム（『ログイン』での著者プロフィールより）。
日本SF作家クラブ会員だったが、2023年現在は、会員名簿に名前がない。

## 作品
ノベライズものを別にすれば、大場惑の作品に長編は少ない。短編が主体である。その中でも代表作と言うべきは「遊戯と人間」をテーマにし、基本的には『～～・ゲーム』と題された作品群であろう。これらのうちSFアドベンチャーに掲載された物（『コンタクト・ゲーム』及びその続編）は徳間書店から、SFマガジンに掲載された物の約半分が早川書房から、それぞれ短編集として刊行されている。『メイズィング・ゲーム』は『SFマガジン・セレクション1989』（ハヤカワ文庫JA、1990年）にも収録された。

## 主要著作リスト

### 短編集
- コンタクト・ゲーム 徳間書店 1987年
- 虜われの遊戯者（ゲーム・プレイヤー）たち 早川書房 1992年
- 時間鉄道の夜 朝日ソノラマ 1993年
- お客さまはエイリアン 実業之日本社 1993年

### 長編
- アクーラ・ミッション エニックス出版局 1990年
- ジャンクマン5
  1. 月都（ルナ・シティ）に乾杯！ 朝日ソノラマ 1988年
  2. 沈黙の巨獣 朝日ソノラマ 1989年
  3. 侵略の城塞 朝日ソノラマ 1989年
  4. 朱き星燃ゆ 朝日ソノラマ 1991年

### ノベライズもの
- 世にも奇妙な物語7 太田出版 1991年
- 世にも奇妙な物語B 太田出版 1992年
- 世にも奇妙な物語（文庫版）3 太田出版 1993年
- 趙雲伝
  1. 放浪の子竜 光栄出版 1992年
  2. 天翔の騎士 光栄出版 1993年
  3. 江東の策謀 光栄出版 1994年
  4. 覇望の入蜀 光栄出版 1996年
- イースシリーズ アスペクト、スクウェア・エニックス 1993年－2005年
- ほしのこえ メディアファクトリー 2002年

### アンソロジー
- 異形コレクション 侵略! 廣済堂文庫 1998年2月　「彼らの匂い」

## 映像化作品
- 世にも奇妙な物語1991年「ニュースおじさん」（1991年、フジテレビ）
- 世にも奇妙な物語 20周年スペシャル・春 〜人気番組競演編〜「ニュースおじさん、ふたたび」（2010年、フジテレビ）